# Panoramic View of Granite Canyon
Panoramic View of Granite Canyon je americký němý film z roku 1902. Režisérem je Harry Buckwalter (1867–1930). Film měl premiéru v listopadu 1902.

## Děj
Film zachycuje scenérii kaňonu Granite Canyon, který se nachází v pohoří Skalnatých hor, čtyřicet mil západně od města Colorado Springs v okrese El Paso ve státě Colorado.